# Саксаульная сойка
Саксаульная сойка (лат. Podoces panderi) — вид птиц семейства врановых. Выделяют два подвида.

## Описание
Длина тела около 30 см, масса 80—150 (до 170) г. Верх тела пепельно-серый, брюхо имеет розоватый оттенок, крылья белые с чёрным, хвост чёрный. На груди характерное чёрное пятно.

## Распространение
Распространена в пустынях Средней Азии и Южного Казахстана. 

## Образ жизни
Селится в барханных или бугристых песках с редким кустарником. Живёт оседло, держится обычно поодиночке, стай никогда не образует. Хорошо и быстро бегает, делая шаги до 30 см, но может и прыгать, как сорока. Летает мало, при опасности старается убежать, и только застигнутая врасплох взлетает и, пролетев низко над землёй, прячется в ближайшие кусты. Голос — резкое стрекотание.

## Питание
Питается насекомыми и их личинками, пауками, скорпионами, мелкими ящерицами, семенами пустынных растений. Корм собирает преимущественно на земле.

## Размножение
Пары образует только на время гнездования. Громоздкие крытые гнёзда, напоминающие сорочьи, строит на кустах на высоте до 1,5 м. Кладку из 4 — 6 зеленовато-голубых с крапинами яиц насиживает самка в течение 16 — 19 дней , а самец кормит её. Птенцы покидают гнездо через 15 — 16 дней, некоторое время кочуют с родителями, передвигаясь по земле, но вскоре выводки распадаются, и сойки — как молодые, так и взрослые — начинают вести одиночный образ жизни.